# جاکومو روندینلا
جاکومو روندینلا (ایتالیایی: Giacomo Rondinella؛ ‏ ۳۰ اوت ۱۹۲۳ – ۲۵ فوریهٔ ۲۰۱۵) خواننده و بازیگر اهل ایتالیا بود.
از فیلم‌هایی که وی در آن نقش داشته‌است، می‌توان به آزادی کجاست؟ و چرخ‌وفلک ناپل اشاره کرد.